# ميري (ملك ليبيا)
ميري بن أدد، كان زعيماً لقبائل الليبو، وذلك في اواخر القرن الثالث عشر قبل الميلاد. وكان ميري  هذا معاصراً للفرعون مصر «مرنبتاح» رابع ملوك الأسرة المصرية التاسعة عشر، والذي كان يحكم مصر القديمة في الفترة مابين أعوام «1213- 1203 ق.م.».
وقد ذكر ميري بن دد فى نقوش الكرنك، بوصفه قائدا لتحالف عسكري كبير ضم الكثير من القبائل الليبية القديمة، بالإضافة لبعض شعوب البحر. وقد خاض هذا التحالف حربًا ضد المصريين القدماء في تلك الفترة. وحدثت هذه الحرب خلال «العامين الخامس والسادس» من حكم الفرعون مرنبتاح. ويقدر عدد الجيش الذي كان يقوده الزعيم ميري:  بحوالي 40.000 الف رجل، وقد نجح هذا الجيش في البداية إلا أنه هُزم في النهاية في منطقة تسمى بروسوبيس  وقد شارك في هذه الحملة ستة من أبناء«ميري» وقد قتلوا جميعًا في هذه المعركة .